# Odessa Airlines
Odessa Airlines — ныне недействующая украинская авиакомпания, базировавшаяся в Одессе.

## История
Компания отделилась от Аэрофлота в июле 1996 года. В 2006 году она прекратила полёты, и в июне того же года, Росавиация отозвала сертификат эксплуатанта.

## Направления
Компания выполняла внутренние и международные регулярные и чартерные рейсы, в том числе во Внуково и Киев.

## Флот

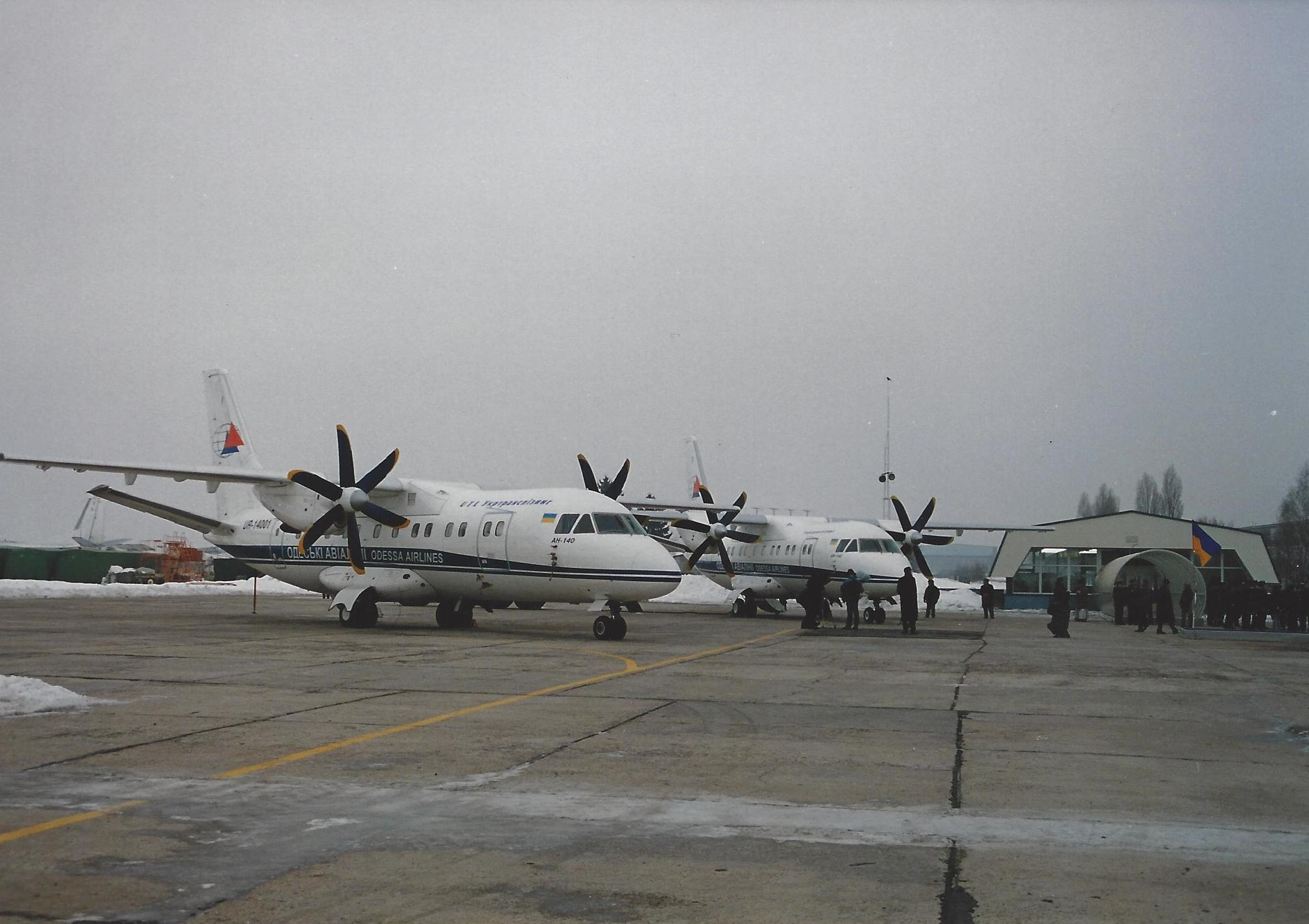
Ан-140

В 2004 году во флоте авиакомпании числился 1 Як-40. Раньше флот авиакомпании включал такие воздушные суда, как Ан-24, Ан-140 и Ту-154.